# Sultanhan
Le caravansérail Sultanhan ou Sultanhanı ou encore Sultan hanı (caravansérail du sultan) est situé dans la ville de Sultanhanı, à une quarantaine de kilomètres à l'Ouest d'Aksaray en Turquie, ville à proximité de laquelle se trouve également le Ağzıkara hanı
. Construit au XIIIe siècle par les Seldjoukides, il est le plus connu et le plus visité de la région et le plus grand de Turquie. Il fait partie d'un vaste réseau de caravansérails construits à cette époque (Kayseri, Alara...) et distants les uns des autres de 30 à 40 kilomètres (une journée de marche).

## Histoire
Cet édifice fortifié fut bâti en 1229, comme l'y indique une inscription, durant le règne du sultan seldjoukide Kayqubad Ier, par l'architecte syrien Mohammed Bin Havlan El Dimaski (El Dimaski signifiant de Damas) le long de la route commerciale Konya-Aksaray qui menait en Perse et qui fut une partie de la Route de la soie. Après un incendie, il fut restauré et agrandi en 1278 par le gouverneur Ahmed Kerimeddin bin El Hasan sous le sultan Kaykhusraw III. Il devint alors le plus grand caravansérail de Turquie (4500 m²), un des plus beaux exemples de l'architecture seldjoukide anatolienne.

## Description

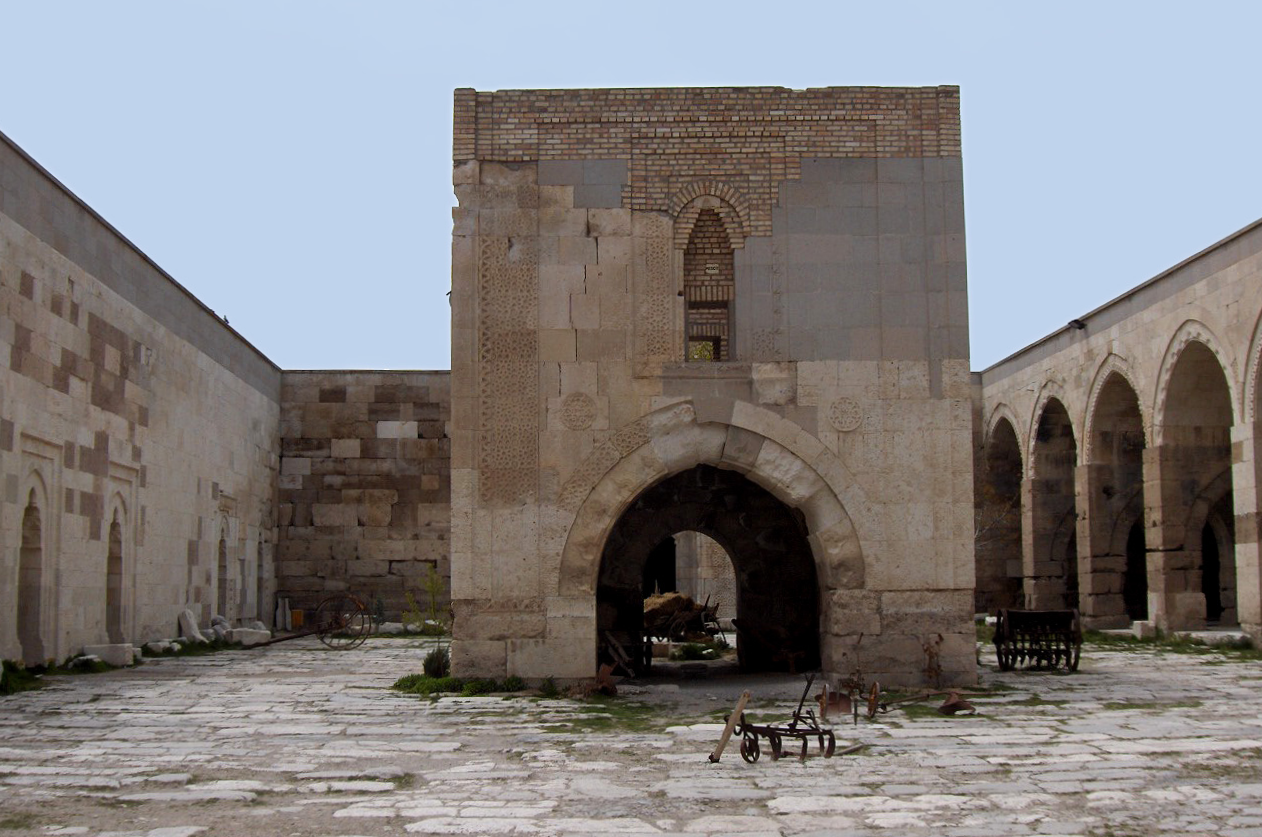
Mosquée du Sultanhanı

L'entrée monumentale, réalisée en marbre, a 13 mètres de hauteur. Elle est placée au milieu d'un mur d'enceinte long de cinquante mètres en façade. Elle est entourée d'une arche ogivale surmontée d'encorbellements ou muqarnas (nids d'abeille) peints de formes géométriques.
La cour intérieure, de 44 mètres sur 58, était utilisée en été, tandis que les galeries latérales étaient utilisées en hiver. Au milieu de cet espace, se dresse une petite mosquée-kiosque de forme carrée. Placée au premier étage, elle repose sur quatre arches en berceau. Des arcades, dans la cour intérieure, servaient d'écuries et étaient surmontées de logements.
À l'opposé de l'entrée principale se trouve un bâtiment de 1430 m², couvert et de forme rectangulaire. On y accède depuis la cour par une seconde porte, décorée de manière similaire à la première. La partie centrale de ce bâtiment est couverte d'une voûte nervurée. Une petite tour s'élève au centre de cette voûte. Elle est surmontée d'un dôme fait de pierres disposées de manière hélicoïdale. Ce dernier comporte une ouverture laissant pénétrer l'air et la lumière.

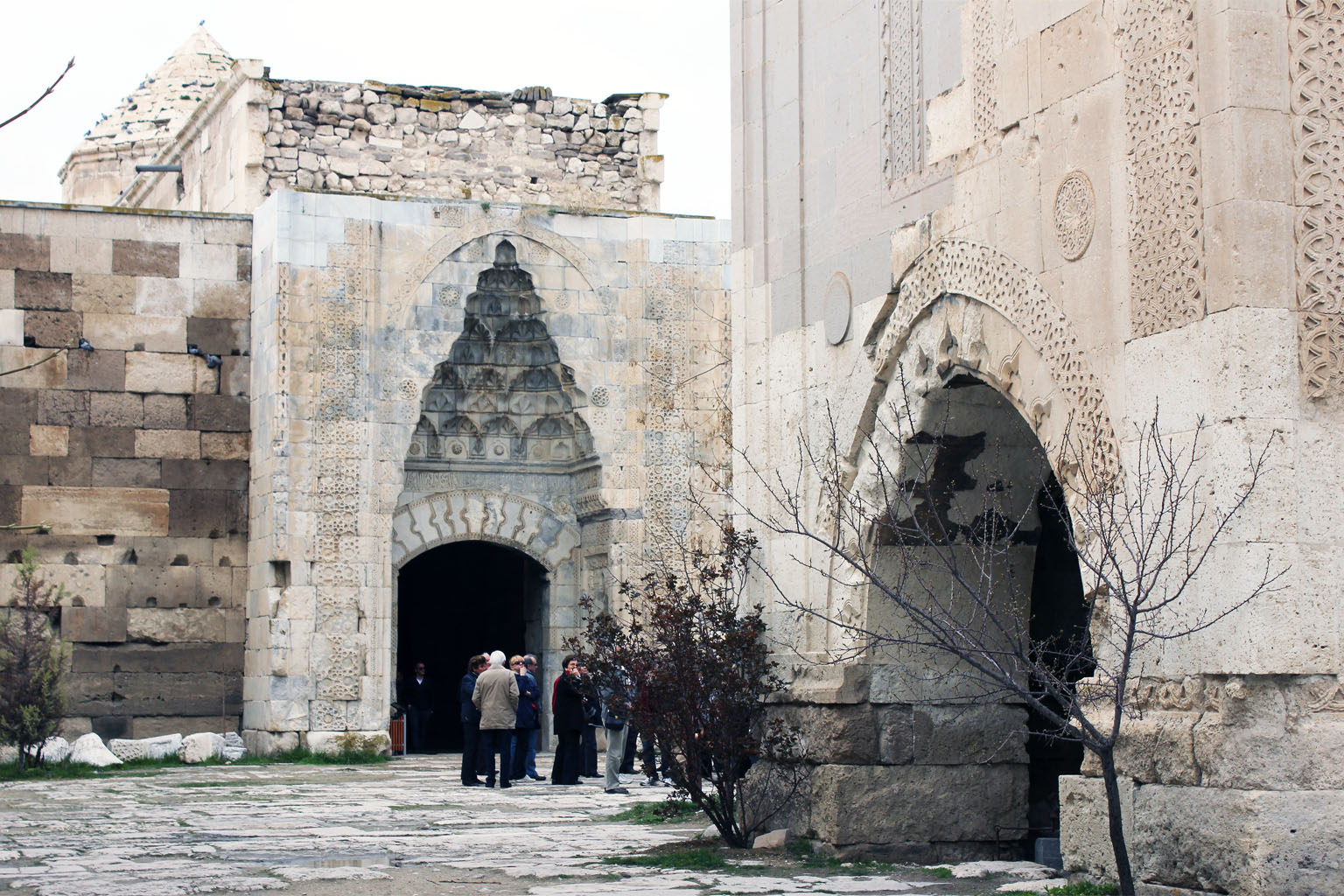
Caravansérail de Sultanhani, mosquée, entrée du bâtiment couvert.
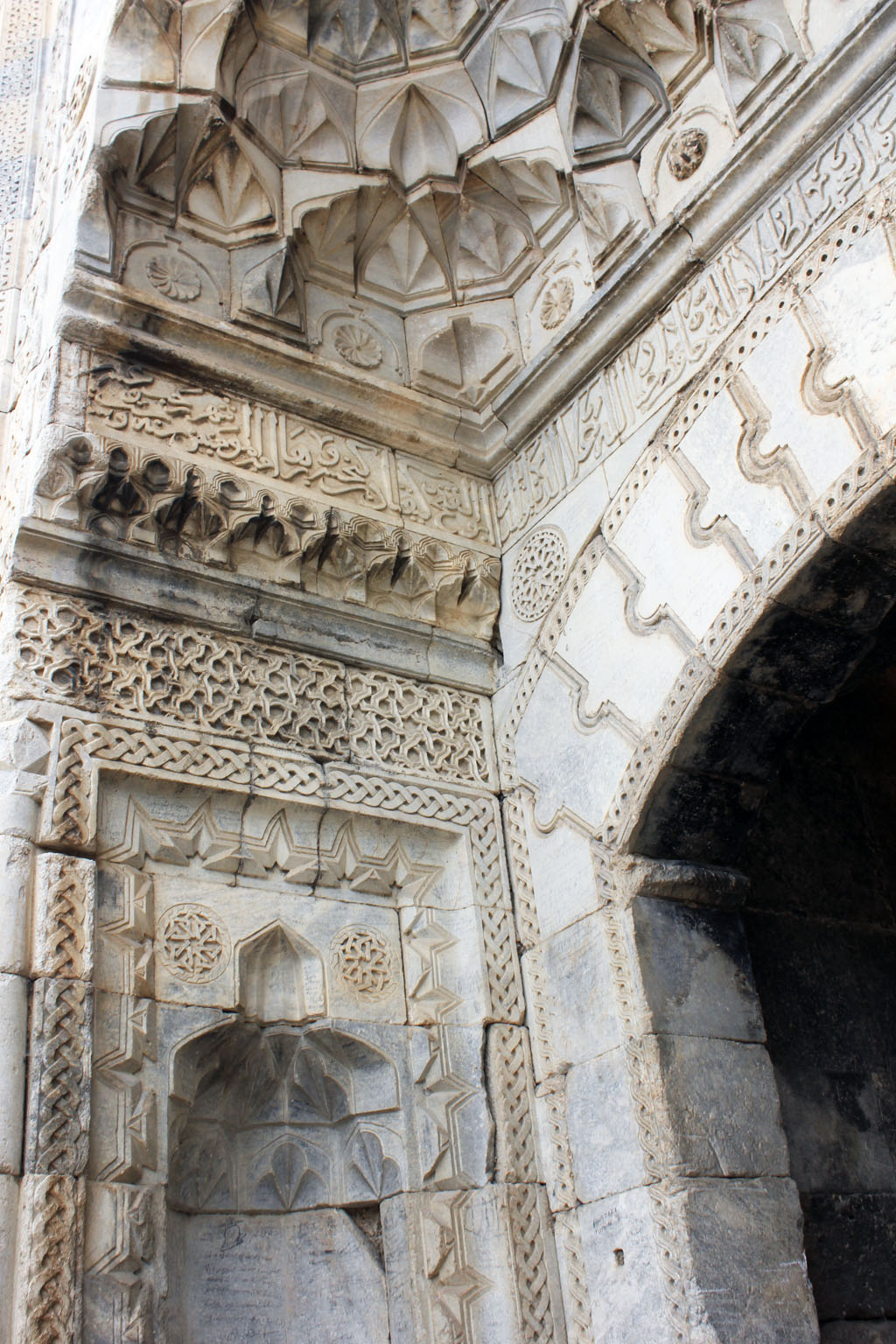
Caravansérail de Sultanhani, entrée du bâtiment couvert.
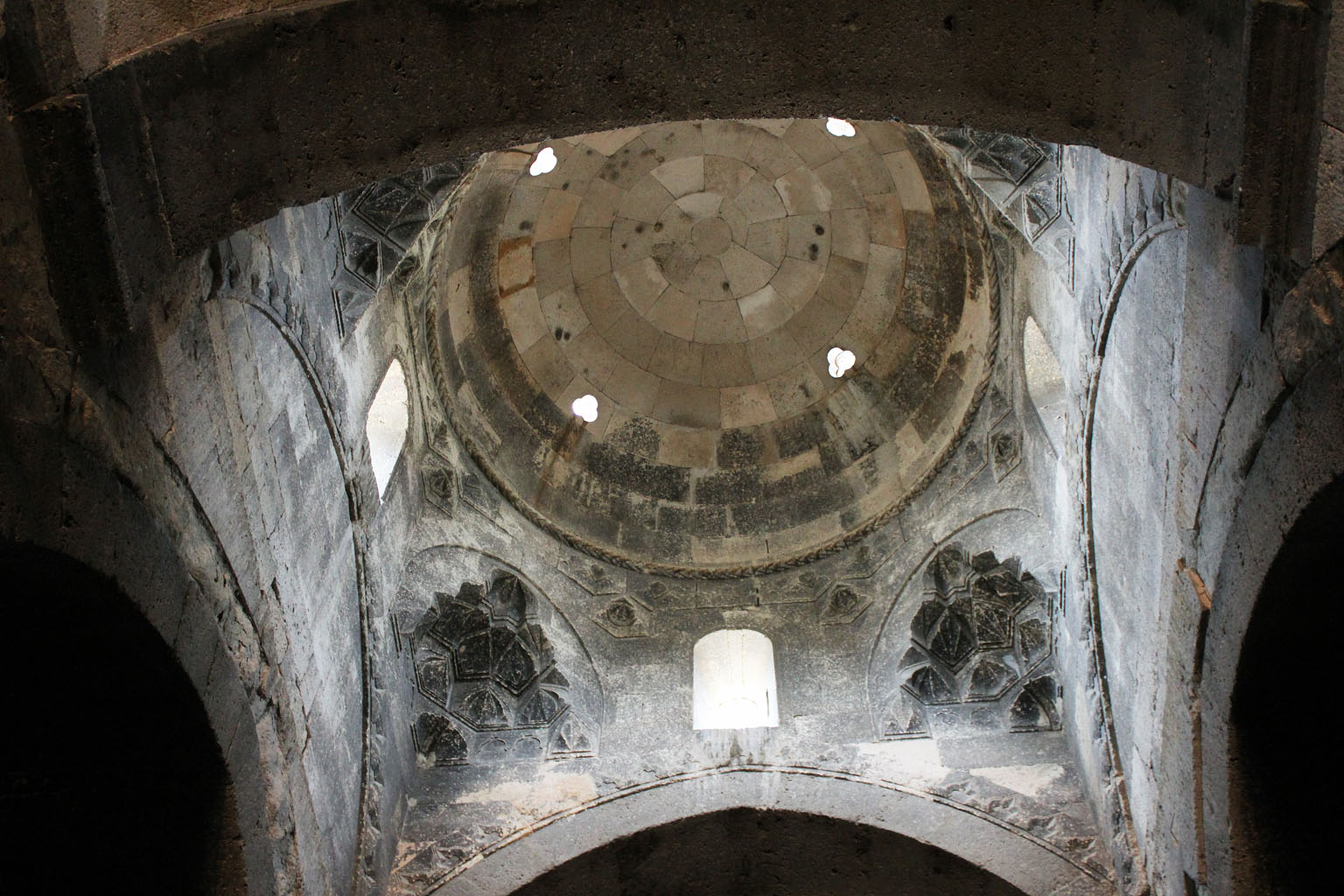
Caravansérail de Sultanhani, dôme du bâtiment couvert.
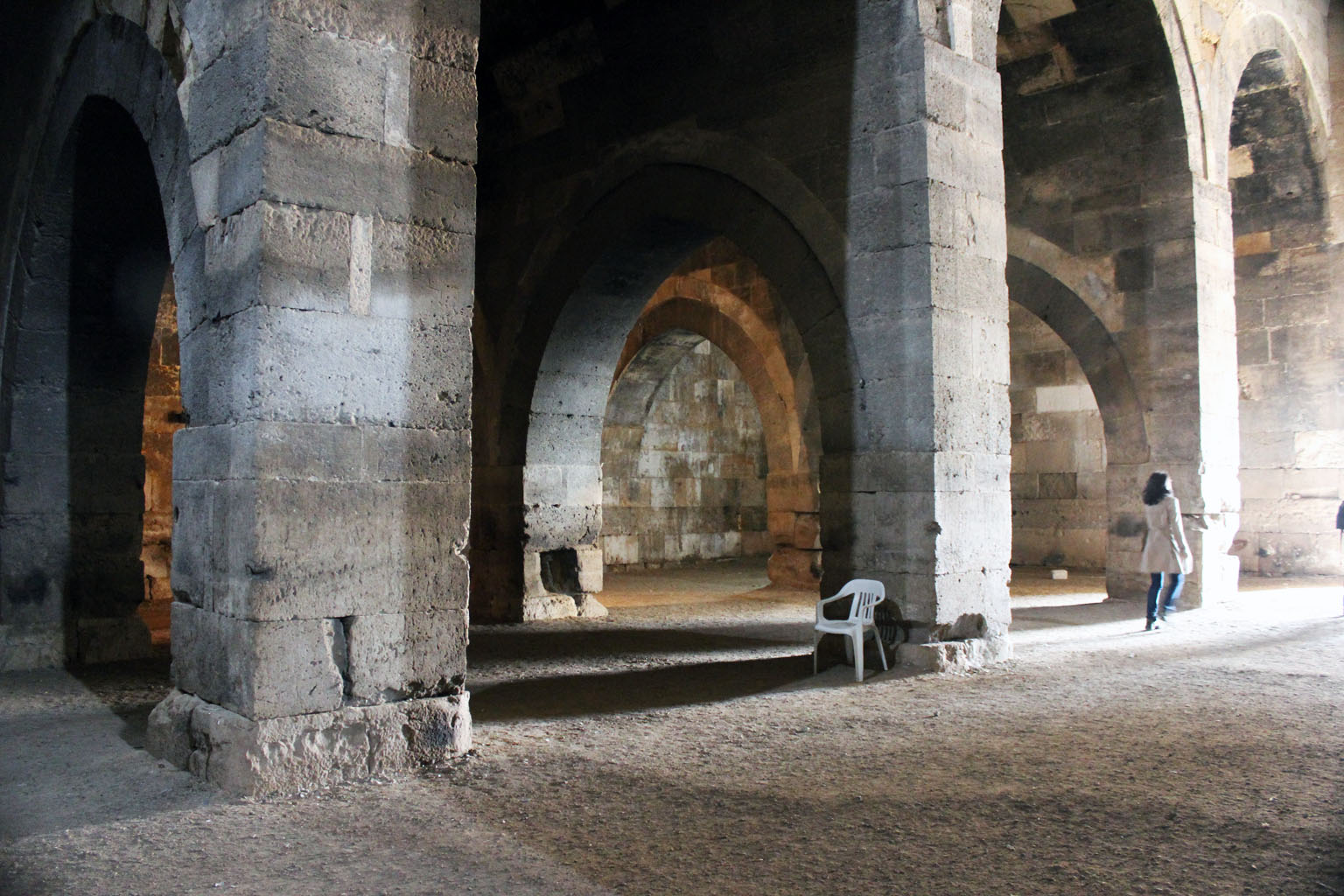
Caravansérail de Sultanhani, intérieur du bâtiment couvert.